# Polska niebem dla szlachty, czyśćcem dla mieszczan, piekłem dla chłopów, a rajem dla Żydów
Polska niebem dla szlachty, czyśćcem dla mieszczan, piekłem dla chłopów, a rajem dla Żydów (łac. Clarum regnum Polonorum est coelum nobiliorum, paradisus Judaeorum, purgatorium plebeiorum et infernus rusticorum) to powiedzenie (przysłowie) sarkastycznie opisujące społeczeństwo Rzeczypospolitej Obojga Narodów.
Powiedzenie datuje się do XVI lub XVII wieku. Najwcześniejsza wersja spisana pochodzi z satyrycznego wiersza z roku 1606 (Paskwiliusze na królewskim weselu podrzucone). Autor jest nieznany, aczkolwiek Stanisław Kot, który opublikował studium źródłowe na temat tego powiedzenia w 1937 r. sugerował, że autorem był mieszczanin, katolik, być może ksiądz.
Opis Polski jako raju dla Żydów był przedmiotem krytycznej analizy licznych opracowań naukowych. Pierwszą analizę w 1937 r. napisał Stanisław Kot.

## Tekst
- anon, Paskwiliusze na królewskim weselu podrzucone, 1606:

Królestwo polskie to:

Raj dla Żydów, piekło dla chłopów, czyściec dla mieszczan, panowanie dworzan,

pomieszanie ról, zbytek kobiet, włóczęga po jarmarkach, kopalnia złota dla przybłędów,

powolny ucisk kleru, oszukaństwo ewangelików, swoboda marnotrawców,

zwady heretyków, nierząd obyczajów, częstowanie pijaków,

ustawiczne wałęsanie się, natrętna gościna, prawa naruszanie, brak troski o przyszłość,

ujawnianie obrad, niedbałość o nabyte, praw zmienność – co widzi każdy naród.
- Szymon Starowolski, 1636:

Polonia est:

paradisus Judaeorum,

infernus rusticorum,

purgatorium Plebeiorum,

Dominatus famulorum,

confusio personarum,

luxus foeminarum,

frequentia nundinarum,

aurifodinae advenarum,

Cleri lenta praessura,

Evangelicorum impostura,

libertas prodigorum,

prostitutio morum,

pincerna potatorum,

perpetua peregrinatio,

assidua hospiratio,

juris inquietatio,

consiliorum manifestatio,

aquisitorum injuriatio,

Legum variatio,

quam videt omnis natio.